# World-File
Ein World-File (engl. Schreibweise: world file) ist eine kleine Textdatei, die Georeferenzdaten eines Bildes enthält. Dieser Filialdateityp wurde vom Unternehmen ESRI als Ergänzung für einfache Bildformate eingeführt. Die Dateinamenserweiterung leitet sich vom Bildtyp ab und lautet beispielsweise .jgw, .j2w, .pgw, .gfw oder .tfw für JPEG-, JPEG 2000-, PNG-, GIF- oder TIFF-Bilddaten. Das Bezugssystem fehlt in der Datei.

## Dateiformat

Ein um 15° nach rechts gedrehtes Bild (mit 4 Pixeln angedeutet) im Zielkoordinatensystem (braun gestrichelt). Der gelbe Punkt ist der Koordinatenursprung des Zielkoordinatensystems. Im World-File werden die angegebenen sechs Parameter in je einer Zeile abgespeichert.

Ein World-File enthält 6 Zeilen mit den 6 Parametern der Affintransformation:
1. a11 = x-Komponente der Pixelbreite
2. a21 = y-Komponente der Pixelbreite
3. a12 = x-Komponente der Pixelhöhe
4. a22 = y-Komponente der Pixelhöhe (meist negativ)
5. b1 = x-Koordinate des Zentrums des obersten linken Bildpunkts
6. b2 = y-Koordinate des Zentrums des obersten linken Bildpunkts

## Interpretation der Parameter
Die Gleichungen der affinen Transformation lauten:
{\displaystyle {\begin{pmatrix}x\\y\end{pmatrix}}={\begin{pmatrix}a_{11}&a_{12}\\a_{21}&a_{22}\end{pmatrix}}\cdot {\begin{pmatrix}s\\z\end{pmatrix}}+{\begin{pmatrix}b_{1}\\b_{2}\end{pmatrix}}}
mit den Weltkoordinaten (x,y) und den Bildkoordinaten (Spalte s, Zeile z).
Die affine Transformation deckt die Translationen in x und y, die Maßstäbe der x- und y-Achse, sowie die Rotationen der x- und y-Achse (und damit auch die Scherung) ab. Handelt es sich lediglich um eine Ähnlichkeitstransformation, so gilt: a11 = − a22 und a12 = a21.
Vor der Pixelhöhe steht oft ein Minus, da die y-Achse des Bildkoordinatensystems nach unten zeigt – d. h. die y-Achse gespiegelt ist.
Die Ausmaße eines Pixels können wie folgt berechnet werden:
- Pixelbreite: {\displaystyle {\sqrt {a_{11}^{2}+a_{21}^{2}}}}
- Pixelhöhe: {\displaystyle {\sqrt {a_{12}^{2}+a_{22}^{2}}}}

Die Drehwinkel berechnen sich wie folgt:
- Der Drehwinkel der x-Achse: {\displaystyle \arctan {a_{21}/a_{11}}}
- Der Drehwinkel der y-Achse: {\displaystyle \arctan {a_{12}/-a_{22}}}

Ist die Verdrehung nur sehr klein, können die Parameter a11 und a22 annähernd als Größe des Bildpunktes in x- und y-Richtung interpretiert werden. a21 und a12 sind dann annähernd null.
Im allgemeinen Fall, bei dem Verzerrungen und Scherungen in beiden Koordinatensystemen vorliegen sind die Parameter nicht anschaulich zu interpretieren.
Wegen fehlender Informationen bezüglich der Referenzsysteme (projizierte und geographische Koordinatensysteme) sind World-Files nur in einem bekannten Kontext einsetzbar. Daraus leitet man die Längeneinheiten und das Referenzsystem der Karte ab, in der das Bild verortet wird. Beim Bildformat GeoTIFF stehen diese Daten binär im Dateikopf.

## Beispiel
Beispiel eines World-Files, passend zum mittleren Bild unten (im Referenzsystem WGS 84):
```
1.669E-4
0
0
-9.278E-5
8.491
50.058
```

Die Zeilen 2. und 3., welche die Orientierung und lineare Verzerrung des Bildes beschreiben, sind mit 0.0 angegeben, da eine Rotation um die jeweiligen Achsen hier entfällt. Das Bild wurde vorher entsprechend korrigiert. Die Einheiten pro Bildpunkt in y-Richtung (Zeile 4) sind üblicherweise negativ weil ein Bild seinen Ursprungspunkt links oben hat, ein geographisches Koordinatensystem jedoch links unten.
Im verwendeten Referenzsystem entsprechen die Koordinatenachsen der geographischen Länge und Breite in Grad. Im Beispiel legen daher die Zeilen 5. und 6. den linken oberen Koordinatenursprung bei 50,06°N und 8,5°E fest, ein Ort südwestlich von Frankfurt. Zusammen mit der bekannten Pixelgröße der Bilddatei legen die Zeilen 1. und 4. die Bildgröße in Grad auf der Karte fest.
Wird dagegen ein Projiziertes Referenzsystem (beispielsweise UTM) zugrunde gelegt, so sind die Parameter im projizierten Koordinatensystem (Ostwert/Nordwert) zu interpretieren, also in der Regel in der Größenordnung Meter bzw. Meter pro Pixel.

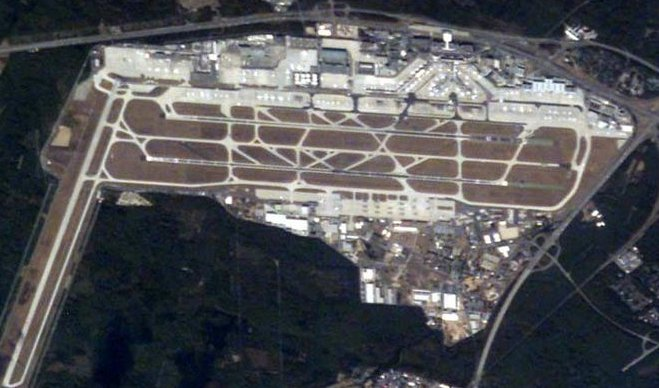
Luftbild des Frankfurter Flughafens. Nordachse um ca. 25° gedreht. Nicht orthorektifiziert.
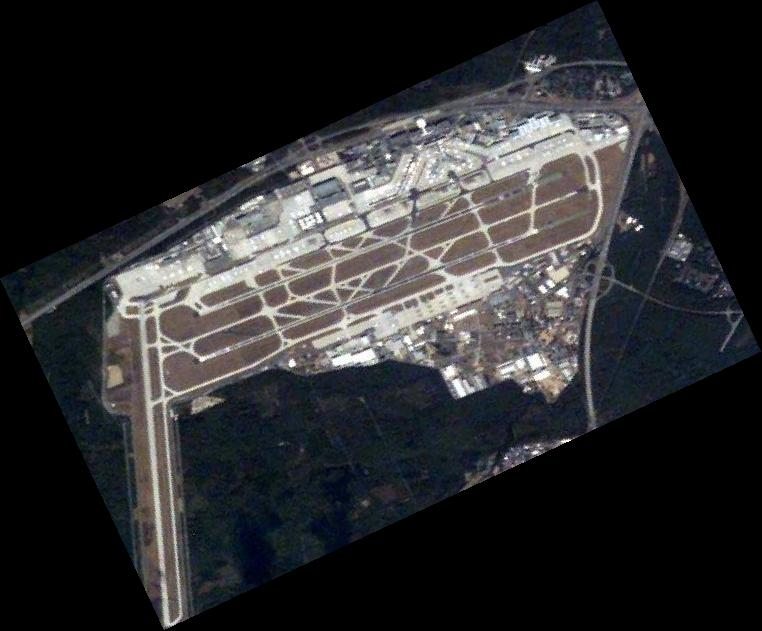
Bild rotiert innerhalb eines Rechtecks. Norden ist oben. World-File aus dem Beispiel passt zu diesem Bild.
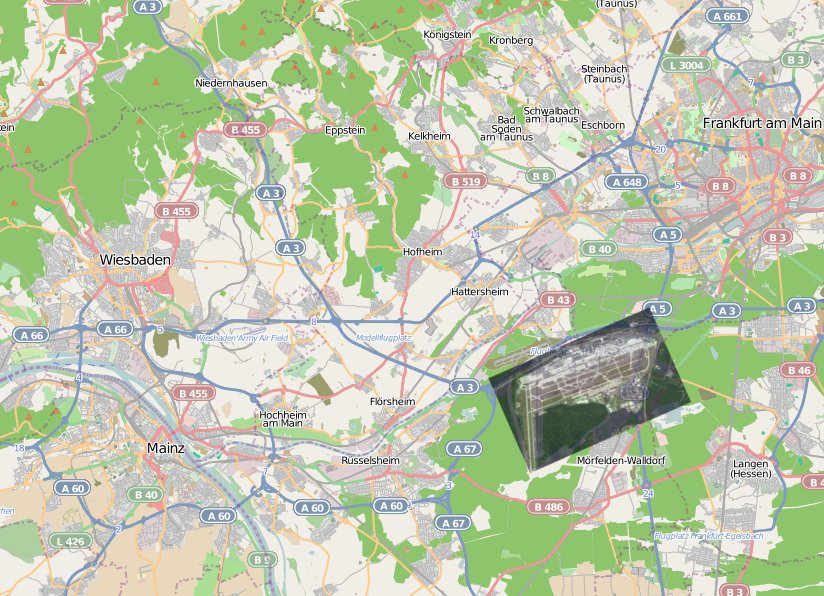
Verortetes Bild auf einer Karte (Geringe Verzerrungen wegen fehlender Orthorektifizierung).